# La Chambre des officiers
Pour le roman, voir La Chambre des officiers (roman).
Pour plus de détails, voir Fiche technique et Distribution.
La Chambre des officiers est un film français réalisé par François Dupeyron, sorti en 2001.

## Synopsis
Adaptation du roman du même nom de l'auteur Marc Dugain, La Chambre des officiers s'intéresse ici à un aspect particulier de la Première Guerre mondiale : les gueules cassées, ces soldats défigurés par le conflit. L'un d'eux, Adrien, va nouer à l’hôpital d'intenses amitiés avec ses compagnons, mutilés comme lui. Une fois retourné à la vie civile à la fin du conflit, il devra se faire accepter des autres et tout laisse à penser qu'il y parviendra.   

## Fiche technique
- Titre : La Chambre des officiers
- Réalisation : François Dupeyron
- Scénario : François Dupeyron d'après le roman de Marc Dugain
- Production : Laurent Pétin et Michèle Pétin
- Budget : 48 millions de francs
- Musique : Jean-Michel Bernard
- Photographie : Tetsuo Nagata
- Montage : Dominique Faysse
- Décors : Patrick Durand
- Costumes : Catherine Bouchard
- Pays d'origine :  France
- Format : couleurs - 2,35:1 - Dolby Digital - Format 35 mm
- Genre : guerre, drame
- Durée : 135 minutes
- Dates de sortie : 18 mai 2001 (festival de Cannes), 26 septembre 2001 (France), 3 octobre 2001 (Belgique)

## Distribution
- Éric Caravaca : Adrien Fournier
- Denis Podalydès : Henri de Penanster
- Grégori Derangère : Pierre Weil
- Xavier de Guillebon : Louis Levauchelle
- Sabine Azéma : Anaïs, l'infirmière d'Adrien
- Jean-Michel Portal : Alain, l'ami d'Adrien
- André Dussollier : Le chirurgien-major
- Isabelle Renauld : Marguerite
- Marie-Josée Hubert : l'infirmière de Marguerite
- Géraldine Pailhas : Clémence
- François Delaive : le fiancé de Clémence
- Guy Tréjan : Le ministre
- Catherine Arditi : la mère d'Adrien
- Paul Le Person : le grand-père d'Adrien
- Circé Lethem : la sœur d'Adrien
- Élise Tielrooy : l'infirmière Cécile
- Agathe Dronne : la future femme d'Adrien
- Renaud Lebas et Mikaël Chirinian : les infirmiers
- Alain Rimoux : l'oncle d'Adrien
- Alban Aumard et Vincent Debost : les soldats dans le village
- Catherine Baugué : la femme de Louis
- Yse Dugast : la fille de Louis
- Charles Chevalier : le fils de Louis
- Philippe Beautier : le voisin au café
- Catherine Bidaut : la femme dans le métro
- Rebecca Gómez : l'enfant dans le métro
- Rodolphe Congé : le suicidé
- Denis Daniel : le serviteur de Marguerite
- Odette Barrois : la mère de Marguerite
- Pascal Ternisien : le frère de Marguerite
- Claudine Delvaux : l'infirmière à la maternité
- Martine Erhel : l'infirmière dans l'aile des soldats
- Monique Garnier : l'infirmière au trolley
- Colonel Valérien Ignatovitch : l'officier présentant les médailles
- Philippe du Janerand : le docteur
- Monick Lepeu : la portière au bordel
- Maud Le Guénédal : la jeune fille au bordel
- Annie Mercier : la souteneuse au bordel
- Christian Ruché et Philippe Soutan : les médecins à l'hôpital
- Jacques Vincey : le capitaine à l'hôpital
- Daniel Znyk : le commandant
- Charlotte Matzneff

## Autour du film
- Le film a été réalisé avec les conseils techniques de chirurgiens stomatologues du service de chirurgie cervico-faciale de l'Hôpital d'instruction des armées du Val-de-Grâce à Paris.
- Il s'agit de la dernière apparition au cinéma de Guy Tréjan, mort quelque temps après le tournage.
- Le film débute dramatiquement au son de la Marche funèbre de Siegfried de Richard Wagner, et se conclut de façon enjouée sur l'air de Spiegel im Spiegel d'Arvo Pärt.
- Le film a été tourné à Paris (Hôpital du Val-de-Grâce, boulevard de Port-Royal) en Seine-et-Marne (Saint-Loup-de-Naud), les Yvelines (Le Mesnil-Saint-Denis) et la Seine-Saint-Denis (Studios d'Épinay, 10 rue du Mont à Épinay-sur-Seine).

## Distinctions

### Récompenses
- César 2002 : 
  - meilleure photographie pour Tetsuo Nagata
  - meilleur second rôle masculin pour André Dussollier

### Nominations
- César 2002 :  
  - meilleur film
  - meilleur réalisateur
  - meilleur scénario
  - meilleurs costumes pour Catherine Bouchard
  - meilleur acteur pour Éric Caravaca
  - meilleur espoir masculin pour Grégori Derangère et Jean-Michel Portal

### Sélection
- Festival de Cannes 2001 : sélection officielle, en compétition